# Syndrome CLOVES
 Mise en garde médicale
Le syndrome CLOVES est un des syndromes hypertrophiques liés au gène PIK3CA. Il est caractérisé par la présence d'excroissances de tissus graisseux, de malformations vasculaires, de nævi, d'une scoliose, et de déformations osseuses.

## Pathogénèse
La maladie est causée par une mutation gain de fonction sur le gène PIK3CA pendant l'embryogénèse. Plus la mutation apparaît tôt, plus les manifestations cliniques sont sévères,.
Ce gène est également impliqué dans la survenue d'autres syndromes hypertrophiques.

## Clinique
Les symptômes retrouvés constituent l'acronyme CLOVES : « Congenital Lipomatous Overgrowth » (excroissances congénitales de tissu adipeux), « Vascular malformations » (malformations vasculaires), « Epidermal nævi » (nævi épidermiques), « Scoliosis/skeletal and spinal syndrome » (scoliose, syndrome squelettique et spinal). Lorsque le dernier syndrome n'est pas présent, on parle de syndrome CLOVE,.
Les anomalies musculosquelettiques les plus fréquentes affectent principalement les extrémités : croissance excessive des mains et/ou des pieds, macrodactylie, inclinaison radiale du poignet. Elles peuvent aussi se manifester par un pectus excavatum, une spina bifida ou encore une dysplasie de hanche. En parallèle, on peut aussi retrouver diverses manifestations rénales (hypoplasie, agénésie, kystes, tumeur de Wilms) et des malformations lymphatiques au niveau de la rate.
Dans certains cas, il a également été rapporté la présence d'une asymétrie crânienne, de convulsions généralisées, d'une hémimégalencéphalie, d'une dysgénésie du corps calleux, et d'un défaut de migration neuronale.

## Diagnostic différentiel
Devant ce tableau clinique, il peut être confondu avec le syndrome de Protée ou le syndrome K-T,.

## Traitement
En 2018, le Dr Guillaume Canaud, néphrologue à l'hôpital Necker-Enfants malades a l'idée de recourir à une molécule thérapeutique utilisée dans le traitement du cancer du sein, l'alpesilib (BYL719), qui a la particularité d'inhiber le gène PIK3CA, responsable de la maladie. Avec son équipe, ils démontrent sur une première cohorte de dix-neuf patients l'efficacité du traitement et publient les résultats dans la revue Nature. Dès les premiers jours de prise du traitement, les patients présentent une amélioration spectaculaire de leur état général. Après six mois de traitement, tous sont en vie et aucune intervention chirurgicale n'a été effectuée,. En 2021, une étude rétrospective portant sur 57 patients confirme ces résultats.
Le Dr Canaud reçoit pour cette découverte le Prix Line Renaud-Loulou Gasté pour la recherche médicale en octobre 2019 puis le Prix Galien en 2022,.
En avril 2022, la FDA donne une autorisation de mise sur le marché à l'alpélisib pour traiter les syndromes d’hypercroissance dysharmonieuse liés à des mutations activatrices de la voie PIK3CA chez les malades âgés de 2 ans ou plus.